# Ulyxis Rupes
Ulyxis Rupes es el nombre de una falla geológica sobre la superficie de Marte. Ulyxis Rupes está localizada con el sistema de coordenadas centrados en -64.56 grados de latitud Norte y 141.51 grados de longitud Este. Nombrado Thyles Chasma en el pasado, el nombre fue cambiado por la Unión Astronómica Internacional en 1976 y hace referencia a Ulises, en las obras de Homero. El acantilado es curvilíneo y rodeado de cráteres de impacto, incluyendo el cráter Jeans, a unos 350 km al suroeste.

## Capas de hielo
Ulyxis Rupes es un gran acantilado con secciones que apuntan al norte que muestran capas de hielo y polvo, conocidas como depósitos de capas polares. Las planicies que rodean el Ulyxis Rupes muestran grandes depósitos de hielo. El material que recubría los depósitos de hielo ha sido arrastrado por los vientos dominantes en esta región y ha formado largas dunas. Al aumentar la distancia del polo sur donde se ubica el Ulyxis Rupes, el hielo queda confinado a cráteres de impacto de mayor tamaño. También se han observado estructuras paralelas en el polvo marciano. Aunque el origen de estas características es incierto, se estima que sean el resultado de depósitos de hielo subyacentes.
El ExoMars Trace Gas Orbiter, reportó en mayo de 2018, al comienzo de la primavera del polo sur de Marte, una fina capa de hielo de dióxido de carbono estacional cubriendo la superficie del suelo marciano. Durante el invierno, los granos de hielo en esta capa delgada parecen crecer de 500 metros (546,8 yd) a más de 3 kilómetros (1,9 mi) de grosor. Esto hace que el hielo se vuelva casi transparente, dejando pasar la luz y calentando la superficie desde la profundidad del hielo. A medida que el dióxido de carbono comienza a sublimarse de abajo hacia arriba, la presión se acumula liberándose a través de inestabilidades y grietas en la capa de hielo, procesos similares a géiseres de dióxido de carbono que expulsan la arena marciana.

## Dunas
Como en muchas regiones de Marte, el suelo que rodea Ulyxis Rupes tiene grandes extensiones de dunas de arena negra. La orientación de las dunas sugiere que el viento debe venir predominantemente del noroeste. En los campos de dunas de Marte, la sublimación del dióxido de carbono ocurre desde el subsuelo atrapando el gas entre el hielo y la arena en las capas superiores. A medida que avanza el calentamiento, el hielo se agrieta y libera violentamente el gas atrapado debajo. Al atravesar el hielo, los gases arrastran arena oscura a la superficie, creando las dunas.